# 308825 Siksika
308825 Siksika è un asteroide della fascia principale. Scoperto nel 2006, presenta un'orbita caratterizzata da un semiasse maggiore pari a 2,7637500 UA e da un'eccentricità di 0,0907019, inclinata di 12,39862° rispetto all'eclittica.